# Koralownik białawy

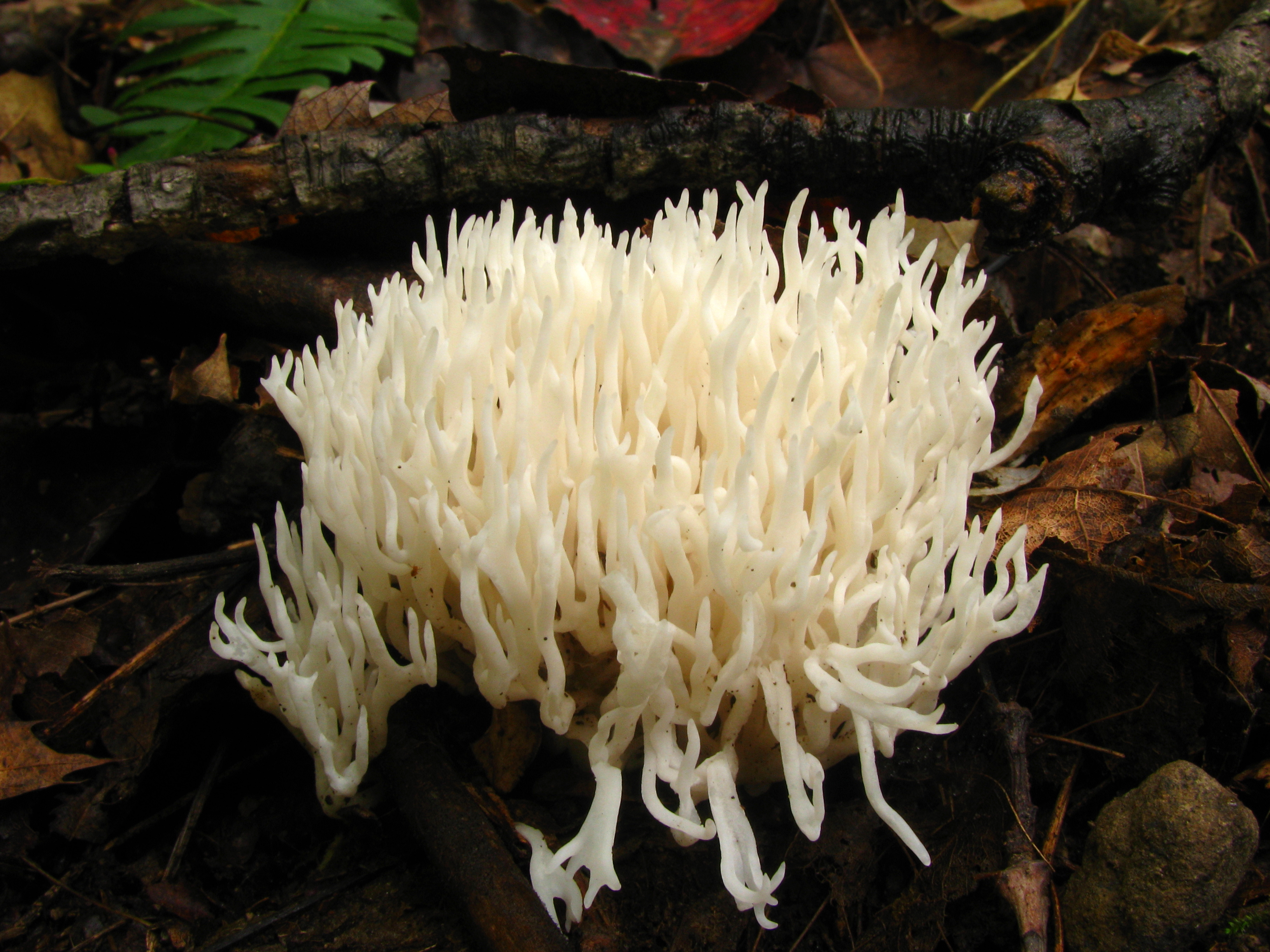

Koralownik białawy (Ramariopsis kunzei (Fr.) Corner) – gatunek grzybów należący do rodziny goździeńcowatych (Clavariaceae). Grzyb klawarioidalny.

## Systematyka i nazewnictwo
Pozycja w klasyfikacji według Index Fungorum: Ramariopsis, Clavariaceae, Agaricales, Agaricomycetidae, Agaricomycetes, Agaricomycotina, Basidiomycota, Fungi.
Po raz pierwszy zdiagnozował go w 1821 r. Elias Fries nadając mu nazwę Clavaria kunzei. Obecną, uznaną przez Index Fungorum nazwę nadał mu Edred John Henry Corner w 1950 r.
Synonimów ma ponad 20. Niektóre z nich:

- Clavaria kunzei Fr. 1821
- Clavulinopsis kunzei (Fr.) Jülich 1985
- Ramariopsis kunzei var. deformis Corner 1950
- Ramariopsis kunzei var. favreae Corner 1950
- Ramariopsis kunzei (Fr.) Corner 1950 var. kunzei
- Ramariopsis kunzei var. megaspora Corner 1967
- Ramariopsis kunzei var. subasperata Corner 1950
- Ramariopsis kunzei var. sublaevispora S.S. Rattan & Khurana 1978

Polską nazwę nadał Władysław Wojewoda w 1999 r.

## Morfologia
Owocnik
Ma rozmiar około 1–6 × 1–5 cm. Jest silnie rozgałęziony, czasami już od samego podłoża i bardzo zmienny w kształcie. Poszczególne gałązki mają grubość około 5 mm. Powierzchnia biała lub kremowobiała, czasami z odcieniem żółtym lub różowym. Trzon (jeśli występuje) ma długość 0,5–3 cm i grubość do 1 cm, jest białawy, czasem różowawy lub żółtawy. Miąższ biały, kruchy, bez wyraźnego zapachu i smaku.
Cechy mikroskopowe
Podstawki o długości do 40 μm, z 4–sterygmami i dobrze widocznymi sprzążkami bazalnymi. Zarodniki hialinowe, kuliste, podkowiaste lub szeroko elipsoidalne, o rozmiarach 3–5 × 3–4,5 μm, kolczaste, z dość wyraźnym dzióbkiem. Wysyp zarodników biały.
Gatunki podobne
Najbardziej podobny jest goździeniowiec drobny (Ramariopsis subtilis). Koralownik białawy od gatunków z rodzaju Ramaria odróżnia się białym kolorem owocnika, z czasem dopiero różowiejącym, ostro zakończonymi szczytami rozgałęzień bez ząbkowania, białym wysypem zarodników i cechami mikroskopowymi. Odróżnia go także reakcja z solami żelaza; pod ich wpływem jego powierzchnia nie zmienia koloru, w przeciwieństwie do pozornie podobnych gatunków Ramaria. Morfologicznie podobny jest także goździeńczyk grzebieniasty (Clavulina coralloides), odróżnia się jednak pierzastymi, frędzelkowatymi końcówkami gałązek.

## Występowanie i siedlisko
Opisano występowanie tego gatunku głównie w Ameryce Północne i Europie. Na obydwu tych kontynentach jest szeroko rozprzestrzeniony. W Europie występuje od Hiszpanii po około 66° szerokości geograficznej na Półwyspie Skandynawskim. Podano jego stanowiska także w niektórych krajach Azji (Nepal, Japonia), Ameryki Środkowej i Południowej, Oceanii i w Nowej Zelandii. W Polsce gatunek bardzo rzadki. W piśmiennictwie naukowym na terenie Polski do 2003 r. podano 8 stanowisk. Gatunek ten znajduje się na Czerwonej liście roślin i grzybów Polski. Ma status E – gatunek wymierający. Znajduje się na listach gatunków zagrożonych także w Niemczech, Holandii, Norwegii.
Grzyb saprotroficzny. W Polsce rośnie na ziemi w lasach i zaroślach, na polanach i pastwiskach. Owocniki pojawiają się od sierpnia do października.

## Znaczenie
Jest grzybem jadalnym, jednak bez wartości smakowych, a ze względu na niewielkie rozmiary bez znaczenia praktycznego.